# 小行星5423
小行星5423（英語：5423）是一颗围绕太阳公转的小行星。1983年2月16日，茲丹卡·瓦弗洛娃在克列特发现了此天体。
这颗小行星的绝对星等为139.0436205658865等。